# Macradenia
Macradenia – rodzaj roślin z rodziny storczykowatych (Orchidaceae). Obejmuje 13 gatunków występujących w Ameryce Środkowej i Ameryce Południowej w takich krajach jak: Bahamy, Belize, Boliwia, Brazylia, Kolumbia, Kostaryka, Kuba, Dominikana, Ekwador, Gujana, Gujana Francuska, Gwatemala, Honduras, Jamajka, Meksyk, Nikaragua, Panama, Paragwaj, Peru, Surinam, Trynidad i Tobago, Wenezuela, stan Floryda w Stanach Zjednoczonych.

## Systematyka
Rodzaj sklasyfikowany do podplemienia Oncidiinae w plemieniu Cymbidieae, podrodzina epidendronowe (Epidendroideae), rodzina storczykowate (Orchidaceae), rząd szparagowce (Asparagales) w obrębie roślin jednoliściennych.
Wykaz gatunków
- Macradenia amazonica Mansf.
- Macradenia brassavolae Rchb.f.
- Macradenia delicatula Barb.Rodr.
- Macradenia grandiflora A.K.Koch, Ilk.-Borg. & F.Barros
- Macradenia loxoglottis Focke ex Rchb.f.
- Macradenia lutescens R.Br.
- Macradenia multiflora (Kraenzl.) Cogn.
- Macradenia paraensis Barb.Rodr.
- Macradenia paulensis Cogn.
- Macradenia purpureorostrata G.Gerlach
- Macradenia regnellii Barb.Rodr.
- Macradenia rubescens Barb.Rodr.
- Macradenia tridentata C.Schweinf.